# Уенди
Шон Сюнг-уан (на корейски: 손승완), позната също като Уенди, е южнокорейска певица. Тя е член на южнокорейската момичешка група Red Velvet.

## Живот и кариера

### 1994 – 2014: Ранен живот и начало на кариерата си
Уенди е родена 21 февруари, 1994 в Сюнгбук-донг, Сеул, Южна Корея. Идвайки от семейство на любители на музиката, Уенди проявява интерес да стане певица, когато е на шест години. Освен любовта си към пеенето, тя умее да свири и на няколко инструмента, включително на пиано, китара, флейта и саксофон.
Тя живее със семейството си в Джечон до пети клас, но после се премества в Канада с по-голямата си сестра, Сон Сюнг-хи, за да учи в чужбина. Уенди живее в Броквил, Онтарио, преди да замине за САЩ, за да учи в Shattuck-Saint Mary's в Faribault, Минесота, където е почестен студент и спортистка, и печели различни награди за академични и музикални дейности. Там тя започна да използва английското си име „Уенди Шон“.
 По-късно тя учи в гимназията на Ричмънд Хил в Ричмънд Хил, Онтарио, където участва в училищния хор, наречен Vocal Fusion. Докато живее в двете страни, тя завладя английски и също се научи да говори малко френски и испански.
Първоначално, родителите ѝ били против нея да се занимава с музикална кариера и искали да се съсредоточи върху ученето, но докато е още в гимназията, в крайна сметка ѝ позволиха на прослушване да стане певица в Южна Корея.
През 2010 г., тя изпраща онлайн прослушване за глобалните прослушвания на Koreaboo през 2011 г. с Cube Entertainment. Въпреки че тя не беше окончателната победителка, тя е една от петнадесетте финалисти, избрани лично от корейската певица G.NA и Koreaboo от над 5000 видеоклипа, за да продължи до последния кръг във Ванкувър, Британска Колумбия, Канада. През 2018 г. изпълнителният директор на YG Entertainment Ян Хюн-Сук разкри, че веднъж Уенди е прослушана за компанията, но не е приета. Първоначално Уенди няма намерение да прослушва за SM Entertainment, но е харесана от компанията, когато придружава приятел в S.M. Global Audition в Канада през 2012 г. Там тя пее „Луната на Сеул“ на Ким Гун-мо и е приета от компанията. Тя тренира по-малко от две години, преди да бъде представена като член на пре-дебютната група на S.M. Entertainment „SM Rookies“ на 14 март 2014 г. Като част от SM Rookies, Уенди пуска песента „Because I Love You“ за саундтрака на драмата на Mnet „Mimi“ и се появява в музикалното видео на песента.
На 1 август 2014 г. Уенди прави официалния си дебют като член на Red Velvet.

### Соло кариера
Уенди се сътрудничава с рапъра Юк Джидам за песента „Return“, която е част от OST на KBS2 „Who Are You: School 2015.“ Песента е издадена на 8 юни 2015 г. и дебютира под номер 31 в Gaon Singles Chart. Тя също пуска песента „Let You Know“ за саундтрака към драмата на JTBC „D-Day“ на 16 октомври. През януари 2016 г. Уенди става дългогодишен участник в шоуто на „We Got Married“ и участва в „King of Mask Singer“ като състезател под псевдонима „Space Beauty Maetel“. През март 2016 г. тя също се сътрудничава с Ерик Нам в дует, озаглавен „Spring Day“, като част от проектът „SM Station“ на SM Entertainment. През юли 2016 г. Уенди и Сълги (Seulgi) от Red Velvet издават оригинален саундтрак, озаглавен „Don't Push Me“ за телевизионния драматичен сериал „Uncontrollably Fond“. През октомври 2016 г. тя става участничка в шоуто на KBS „Trick & True“ заедно с Ирен (Irene) от Red Velvet. През декември 2016 г. Уенди участва в други два сингъла за проекта на SM Station, „Have Yourself a Merry Little Christmas“, с участието на пианистката Муун Чонг-дже и цигулар Нил Лий и „Sound of Your Heart“, колаборация с няколко артисти от SM Entertainment. През същия месец тя участва в английската версия на сингъла „Vente Pa 'Ca“ на латино поп звездата Рики Мартин.
Уенди издава песента „I Only Only You“ със Seulgi през януари 2017 г. за OST на телевизионния сериал KBS2, Hwarang. През февруари тя става водеща на шоуто KBS World show K-Rush. На 27 октомври, заедно с Кангта и Сълги, издават римейк на песента „인형" (кукла) от 2001 г. на Shinhwa Shin Hye-sung и Lee Ji-hoon като част от втория сезон на проекта SM Station. Музикалното му видео използва кадри от тяхното изпълнение на песента на живо в SMTOWN LIVE TOUR V в Япония и е излязло в същия ден. Уенди също издаде дует с Baek A-yeon на 2 декември, наречен „The Little Match Girl“ и през февруари 2018, тя е избрана като интерактивен холографски аватар на новия говорител на AI за гласов асистент на SK Telecom, „Holobox“.
През юли 2018 г. Уенди си сътрудничи с Янг Да-ил (Yang Da-il) за сингъла „One Summer“, който е издаден на 2 юли. През октомври е обявено, че Уенди ще пусне английски дует с американския певец Джон Легенд, озаглавен „Written In The Stars“, като част от третия сезон на SM Station, Station x 0, което е шести път на Уенди да участва в проекта. Музикалното видео за дуета е пуснато на 19 октомври 2018 г. в YouTube, а през ноември 2018 г. Уенди пусна песента „Goodbye“ за саундтрака на драмата на JTBC „The Beauty Inside“.

## Дискография
| Заглавие                                                                 | Година      | Класации    | Продажби        | Албум                        |
| Заглавие                                                                 | Година      | KOR         | Продажби        | Албум                        |
| Колаборации                                                              | Колаборации | Колаборации | Колаборации     | Колаборации                  |
| ------------------------------------------------------------------------ | ----------- | ----------- | --------------- | ---------------------------- |
| "One Dream One Korea" (с различни артисти)                               | 2015        | —           | N/A             | Charity single               |
| "Spring Love" (봄인가 봐) (с Ерик Нам)                                   | 2016        | 7           | - KOR: 820 131+ | SM Station Season 1          |
| "Have Yourself A Merry Little Christmas" (с Муун Чонг-дже и Нил Лий)     | 2016        | —           | N/A             | SM Station Season 1          |
| "Sound of Your Heart" (със Сълги, Съни, Луна, Yesung, Taeil and Doyoung) | 2016        | —           | N/A             | SM Station Season 1          |
| "Doll" (с Кангта и Сълги)                                                | 2017        | —           | N/A             | SM Station Season 2          |
| "The Little Match Girl" (성냥팔이 소녀) (с Baek A-yeon)                  | 2017        | 55          | - KOR: 59 483+  | SM Station Season 2          |
| "One Summer" (с Yang Da-il)                                              | 2018        | 40          | N/A             | Non-album single             |
| "Written In The Stars" (с John Legend)                                   | 2018        | —           | N/A             | SM Station X 0               |
| "This Is Your Day (for every child, UNICEF)" (с различни артисти)        | 2019        | TBA         | TBA             | SM Station X                 |
| As featured artist                                                       |             |             |                 |                              |
| "Vente Pa' Ca" (English Version) (Ricky Martin и Уенди)                  | 2016        | —           | N/A             | ––                           |
| Саунтрак песни                                                           |             |             |                 |                              |
| "Because I Love You" (슬픔 속에 그댈 지워야만 해)                        | 2014        | 230         | - KOR: 18 758+  | Mimi OST                     |
| "Return" (с Yuk Jidam)                                                   | 2015        | 31          | - KOR: 93 844+  | Who Are You: School 2015 OST |
| "Let You Know" (아나요)                                                  | 2015        | 139         | - KOR: 20 824+  | D-Day OST                    |
| "Don't Push Me" (밀지마) (със Сълги)                                     | 2016        | 25          | - KOR: 182 984+ | Uncontrollably Fond OST      |
| "I Can Only See You" (със Сълги)                                         | 2017        | 80          | - KOR: 24 912+  | Hwarang OST                  |
| "My Time" (Korean Version)                                               | 2017        | ––          | ––              | Elena of Avalor OST          |
| "Goodbye"                                                                | 2018        | 31          | N/A             | The Beauty Inside OST        |
| "What If Love"                                                           | 2019        | 158         | N/A             | Touch Your Heart OST         |

## Филмография

### Предавания
| Година      | Заглавие                   | Канал | Роля       | Бележки                              |
| ----------- | -------------------------- | ----- | ---------- | ------------------------------------ |
| 2015        | 100 People, 100 Songs      | JTBC  | Участник   | със Сълги                            |
| 2015 – 2016 | We Got Married             | MBC   | Участник   |                                      |
| 2016        | King of Mask Singer        | MBC   | Състезател | „Space Beauty Maetel“ (епизод 43)    |
| 2016 – 2017 | Trick & True               | KBS   | Участник   | от епизод 1                          |
| 2017        | Raid the Convenience Store | tvN   | Водещ      | Trial Programming                    |
| 2017        | K-Rush                     | KBS   | Водещ      | епизоди 1 – 4                        |
| 2018        | Battle Trip                | KBS   |            | със Сълги (епизоди 100 – 103)        |
| 2019        | King of Mask Singer        | MBC   | Участник   | As „Green Witch“ (епизоди 225 – 226) |

### Музикални клипове
| Година | Заглавие                                 |
| ------ | ---------------------------------------- |
| 2014   | „Because I Love You“                     |
| 2016   | „Spring Love“                            |
| 2016   | „Have Yourself a Merry Little Christmas“ |
| 2017   | „My Time“                                |
| 2017   | „The Little Match Girl“                  |
| 2018   | „Written In The Stars“                   |

## Награди и номинации
| Година | Награждаващо шоу                    | Категория                                 | Номинирана песен | Резултат   |
| ------ | ----------------------------------- | ----------------------------------------- | ---------------- | ---------- |
| 2016   | 18th Mnet Asian Music Awards        | Best Collaboration (с Ерик Нам)           | „Spring Love“    | Номинирана |
| 2019   | 2019 Annual Fresh Asia Music Awards | TOP 10 Asia-Pacific Gold Song of the Year | „What If Love“   | Спечелила  |